# مرسيليائية ذهبية
مرسيليائية ذهبية (الاسم العلمي: Massilia aurea) هي نوع من البكتيريا، سلبية الغرام، تتبع المرسيليات.